# William Windham (Ruderer)
William Ashe Dymoke Windham (* 2. April 1926 in Biggleswade, Central Bedfordshire; † 5. Januar 2021) war ein britischer Ruderer.

## Karriere
William Windham besuchte als Kind die Bedford School, eine Jungenschule, und studierte später am Christ’s College der University of Cambridge. 1947 und 1951 siegte er beim Boat Race für Cambridge. 1950 gewann er Bronze mit dem englischen Achter bei den British Empire Games in Auckland. Mit dem britischen Achter gewann er im gleichen Jahr ebenfalls Bronze bei den Europameisterschaften in Mailand und konnte ein Jahr später mit dem britischen Achter Europameister werden. Bei den Olympischen Sommerspielen 1952 in Helsinki gehörte er ebenfalls dem britischen Achter an, dieser belegte in der olympischen Regatta den vierten Platz. Im Folgejahr wurde er zum Steward der Henley Royal Regatta gewählt und war von 1972 bis 1994 Mitglied im Ausschuss der Regatta.
1996 wurde er High Sheriff von Powys.